# August Hassel
August Christian Valdemar Hassel (født 9. februar 1864 i København, død 30. maj 1942) var en dansk billedhugger.

## Tidlige liv og uddannelse
Hassel var søn af kaptajn og mekaniker Johan Fridolin Hassel og Doris Henriette Eickhoff.
Han gik i lære ved stukkunstner og udskærer HC Berg fra august 1879 og dimitterede fra Københavns Tekniske Skole i januar 1882. Han dimitterede fra dekorationsskolen den 25. maj 1886. Senere fortsatte han sin uddannelse på billedhuggerskolen, hvor han studerede under Theobald Stein, og dimitterede den 30. januar 1888.

## Karriere
Hassel havde sin debut på Charlottenborg i 1888 med en portrætbuste af Niels W. Gade. Det blev senere efterfulgt af en række andre portrætter. Det meste af hans arbejde var inden for religiøs kunst, og han bidrog med skulpturelle værker til en række kirker.

## Liste over værker
- NW Gade (statuette, 1889)
- Mindesmærke for Christian IX, Frederiksberg (1908, med Knudsen)
- Mindesmærke for Christian IX, Tirsbjerg (1912)
- Buste af PC Abildgaard (1910, Landbohøjskolen )
- Buste af Frederik VIII (1819)
- Buste af Dronning Louise (1913)
- Hans Egede og Gertrud Rask, St. Nicolas kirke, København (1921)
- Bernhard Bang (1923)
- Kronprins Frederik og Kronprinsesse Louises Stiftelse, Sortedams Dossering, København)
- Kristi gravlæggelse (1890, lille guldmedalje)
- Syge anråber Jesus om hjælp (1891, Garnisons Sogns Menighedshus)
- Jesus opvækker Lazarus (1897, Nørre Broby Kirke)
- Krucifiks (1900, Fredens Kirke, København)
- Jesus prædiker i Nazareth (1904, tidligere Nazareth kirke, København)
- Lazarus 'opvækkelse (Grøndalskirken, København)

## Galleri
- Peter Christian Abildgaard, Frederiksberg (1910)
- Hans Egede, St. Nicolas' kirke, København (1921)
- Bernhard Bang, Frederiksberg (1923)
- Carl Oluf Jensen, Frederiksberg (1935)